# Manuel Solari Swayne
Manuel Solari Swayne  (Lima, 1914 - 16 de abril de 1990), fue un periodista, cronista, difusor cultural, crítico taurino y de teatro peruano.

## Biografía
Fue hijo del crítico de arte peruano Carlos Solari Sánchez Concha y de María Virginia Swayne Mendoza, y hermano menor de uno de los exponentes del teatro peruano Enrique Solari Swayne. 
Realizó sus estudios escolares en el Colegio de los Sagrados Corazones Recoleta y cursó estudios superiores en la Universidad Católica del Perú y en la Universidad Central de Madrid. 
En 1939 formó parte del cuerpo de redacción de El Comercio donde fue designado como crítico taurino por su predecesor Fausto Gastañeta a quien se le debe el apelativo "Zeño Manué". En 1945 propuso la creación del evento taurino Feria del Señor de los Milagros.
Desde 1937, sus artículos periodísticos le dieron tribuna para generar campañas de protección para salvaguardar el Patrimonio Monumental Histórico Artístico peruano.
Fue miembro fundador de instituciones peruanas; el Patronato de las Artes, la Asociación de Artistas Aficionados, el Instituto Peruano de Cultura Hispana, el Museo Taurino de Acho, el Museo de Sitio de Ancón y los Festivales de Lima.
Falleció soltero en la tarde del 16 de abril de 1990 a los 76 años en la Clínica Anglo Americana del distrito limeño de San Isidro. .

## Premios y reconocimientos
Sus continuas campañas periodísticas en defensa del patrimonio cultural del Perú, especialmente de Lima, hizo que en vida se le reconociera con una serie de distinciones. Recibió medallas de oro por parte de las Municipalidades de Lima, Barranco, Miraflores y Arequipa y premios de periodismo: el Premio Nacional de Periodismo Antonio Miró Quesada, Premio Jaime Bausate y Mesa, el Premio Inca Garcilaso de la Vega y el primer Premio Nacional de Periodismo del Banco de Crédito.
A estos reconocimientos se suma el ser incorporado como miembro de número de la Academia Peruana de la Lengua.

## Homenajes
En 1956, Chabuca Granda compuso Zeñó Manue vals inspirado en la obra de Manuel Solari Swayne como defensor de Lima.
De manera póstuma, se le rindió diversos homenajes. En 1991, fueron bautizados con su nombre; la biblioteca de arte del Museo de Arte de Lima y el Parque Manuel Solari Swayne, ubicado en el distrito de Miraflores.  

## Publicaciones
- 1945, La campana y la fuente: pequeño drama lírico
- 1976, Tendido 5, Barrera 25; 30 años de historia taurina
- 1979, Andando la España inmutable
- 1982, San Pedro de Lima, la penitenciaría y la Virgen de la O
- 1982, Lanza en ristre
- 1991, Quijote de Lima
- 1992, Manos a la obra! Ya!